# Olynthus essus
Espèce
Olynthus essus est une espèce d'insectes lépidoptères (papillons) appartenant à la famille des Lycaenidae, à la sous-famille des Theclinae et au genre Olynthus.

## Dénomination
Olynthus essus  a été décrit par Gottlieb August Wilhelm Herrich-Schäffer en 1853 sous le nom initial de Thecla essus.
Synonyme : Olynthus occultus Austin & Johnson, 1998.

### Nom vernaculaire
Olynthus essus se nomme Essus Hairstreak en anglais.

## Description
Olynthus essus est un petit papillon avec deux fines queue noires, une longue et une très courte à chaque aile postérieure.
Le dessus des ailes est bleu, veiné et largement bordé de marron avec aux ailes antérieures une grosse tache ronde beige proche du milieu du bord costal.
Le revers est beige verdi avec, aux ailes postérieures, une ligne postdiscale et une ligne submarginale discontinues formées de traits blancs doublés de marron et deux gros ocelles rouge dont un en position anale.

## Écologie et distribution
Olynthus essus est présent au Brésil, au Surinam et en Guyane,,.

### Protection
Pas de statut de protection particulier.